# Arnfinn Bergmann
Arnfinn Bergmann (n. 14 octombrie 1928, Trondheim, Norvegia – d. 13 februarie 2011, Trondheim, Norvegia) a fost un săritor cu schiurile  și fotbalist norvergian, medaliat olimpic. A participat la o ediție a Jocurilor Olimpice (1952) în care a câștigat o medalie de aur.

## Participări
Lista de mai jos prezintă principalele competiții la care a participat Arnfinn Bergmann de-a lungul carierei.
- Skihopping under Vinter-OL 1952[*]